# Anosia meridionigra
Anosia meridionigra är en fjärilsart som beskrevs av Martin 1913. Anosia meridionigra ingår i släktet Anosia och familjen praktfjärilar. Inga underarter finns listade i Catalogue of Life.